# Stellamaris pergrata
Stellamaris pergrata – gatunek roślin z monotypowego rodzaju Stellamaris z rodziny storczykowatych (Orchidaceae). Epifity rosnące głównie w wilgotnym klimacie tropikalnym w Ameryce Południowej w Kolumbii, Kostaryce i Panamia.

## Systematyka
Gatunek sklasyfikowany do podplemienia Pleurothallidinae w plemieniu Epidendreae, podrodzina epidendronowe (Epidendroideae), rodzina storczykowate (Orchidaceae), rząd szparagowce (Asparagales) w obrębie roślin jednoliściennych.